# Actinidia longicarpa
Actinidia longicarpa là một loài thực vật có hoa trong họ Dương đào. Loài này được R.G.Li & M.Y.Liang mô tả khoa học đầu tiên năm 2003.